# Iloraz reakcji
Iloraz reakcji – liczba określająca ogólny stosunek stężeń molowych lub aktywności molowych substratów i produktów danej reakcji chemicznej, w danej chwili jej trwania. W przypadku reakcji przebiegających całkowicie lub częściowo w fazie gazowej, stężenia można zastąpić ciśnieniami cząstkowymi, a aktywności lotnościami, czyli aktywnościami ciśnieniowymi.
Iloraz reakcji wyznacza się na podstawie jej równania.
W liczniku wyrażenia występuje iloczyn stężeń (lub aktywności) produktów podniesionych do potęgi ich współczynników stechiometrycznych, zaś w mianowniku iloczyn stężeń (lub aktywności) substratów, również podniesionych do potęgi ich współczynników stechiometrycznych.
Np. dla reakcji:
{\displaystyle mA+nB\to pC+qD}
iloraz ten wynosi:
{\displaystyle {\frac {[C]^{p}[D]^{q}}{[A]^{m}[B]^{n}}}.}
Ogólnie iloraz ten można zapisać dla każdej reakcji w formie:
{\displaystyle \prod _{i=1}^{n}a_{i}^{V_{i}},}
gdzie:
{\displaystyle a_{i}} – aktywność molowa i-tego związku,
{\displaystyle V_{i}} – współczynnik stechiometryczny i-tego związku, zapisywany ze znakiem „–” dla substratów i znakiem „+” dla produktów.
Jeśli iloraz reakcji obliczy się w momencie uzyskania przez nią pełnej równowagi, to wówczas jego wartość jest równa wartości stałej równowagi tej reakcji. Wyrażenie na iloraz reakcji stanowi również definicję stałej równowagi.